# Jon Kempin
Jonathan Kempin (Overland Park, Kansas, 8 de abril de 1993) es un exfutbolista estadounidense que jugaba de portero.

## Trayectoria

### Sporting Kansas City
Firmó su primer contrato profesional con el Sporting Kansas City el 31 de agosto de 2010 a sus 17 años, convirtiéndose así en el primer futbolista de cantera en ser fichado por ese club. Kempin fue incluido en el primer equipo por primera vez el 23 de octubre de 2010 en último partido de la temporada frente a San Jose. Hizo su debut profesional el 29 de mayo de 2012 en la vcitoria 3-2 sobre el Orlando City en la Lamar Hunt U.S. Open Cup.
Fue enviado a préstamo a Orlando City durante toda la temporada 2013 y en 2014 fue enviado a préstamo a Oklahoma City Energy para que juegue bajo la tutela de su excompañero en SKC Jimmy Nielsen.
En agosto de 2014 ganó el Premio Chipotle de la MLS al Jugador de Cantera Más Valioso de la liga. El 10 de agosto de 2014 hizo su debut en la liga frente a Vancouver entrando como sustituto al medio tiempo, dejando una buena impresión luego de atajar un penal cerca del final del partido. Kempin jugó su primer partido como titular en la liga el 16 de agosto de 2014 frente a Toronto FC en el Sporting Park.
En 2016 jugó con el afiliado de SKC, Swope Park Rangers. Firmó con LA Galaxy para la temporada 2017.[cita requerida]
El 13 de diciembre de 2017 fue intercambiado al Columbus Crew SC por la selección de la cuarta ronda del SuperDraft de la MLS 2018. Fue enviado a préstamo al Hartford Athletic de la USL el 11 de abril de 2019.
El 6 de marzo de 2020 fue enviado a préstamo al San Diego Loyal SC, equipo expansión de la USL Championship.
En febrero de 2023, Kempin anunció su retiro como jugador.

## Selección nacional
Kempin ha jugado para las selecciones estadounidenses sub-17, sub-18, sub-20 y sub-21.
Fue convocado a la selección mayor por primera vez el 24 de enero de 2015, cuando fue incluido en la lista final de futbolistas que viajarían a Chile para un amistoso frente a la selección de ese país en Rancagua el 28 de ese mes.

## Clubes
| Club                             | País           | Año       |
| -------------------------------- | -------------- | --------- |
| Sporting Kansas City             | Estados Unidos | 2010-2016 |
| Orlando City (préstamo)          | Estados Unidos | 2013      |
| Oklahoma City Energy (préstamo)  | Estados Unidos | 2014      |
| San Antonio Scorpions (préstamo) | Estados Unidos | 2015      |
| Swope Park Rangers (préstamo)    | Estados Unidos | 2016      |
| Los Angeles Galaxy               | Estados Unidos | 2017      |
| Los Angeles Galaxy II (préstamo) | Estados Unidos | 2017      |
| Columbus Crew S. C.              | Estados Unidos | 2018-2020 |
| Hartford Athletic (préstamo)     | Estados Unidos | 2019      |
| San Diego Loyal (préstamo)       | Estados Unidos | 2020      |
| D. C. United                     | Estados Unidos | 2021-2022 |
| Loudoun United (préstamo)        | Estados Unidos | 2022      |
| San Diego Loyal (préstamo)       | Estados Unidos | 2022      |